# 入船亭扇海
入船亭 扇海（いりふねてい せんかい、1952年〈昭和27年〉3月22日 - 2025年〈令和7年〉2月15日）は、落語家。本名∶関川 博之。落語協会会員。出囃子は『乗合船』。東京都足立区出身。

## 経歴
東京都立江北高等学校を卒業後ミュージシャンを志し、ベーシストとしてビッグバンドに所属。海外渡航後に落語に触れたことで落語家の道に入る。
1976年に九代目入船亭扇橋に入門。翌々年前座となる。前座名は扇たく。
1981年、古今亭菊枝と共に二ツ目昇進。扇海となる。
1993年に古今亭菊寿、柳家喜多八、三遊亭若圓歌、三代目入船亭扇蔵、四代目柳亭市馬、柳家さん生、柳家はん治、全亭武笙、桂ひな太郎と共に真打昇進。
父親の生まれた千葉県勝浦市に移住。自宅周辺を落語とジャズの楽しめるライブハウスに改装した（自身の病気療養のため、一度転居・移転している）。また、同市にて年に数回開催される「勝浦落語会」をプロデュースしている。
58歳の時、ステージ4の膵臓がんで余命半年と診断された。3度にわたる手術で膵臓、肝臓の一部、十二指腸の全部を切除しているほか、開腹手術に備え、心臓の冠動脈の手術とカテーテル治療も行っている。以降も抗がん剤や重粒子線治療なども行い、地元での落語会と並行して通院していたという。
2025年2月15日0時、膵臓がんのため東京都の病院で死去した。72歳没。寄席最後の出演は2007年12月9日の黒門亭（上野の落語協会事務所2階で行われる定席寄席）となった。

## 芸歴
- 1976年 - 九代目入船亭扇橋に入門。
- 1978年 - 前座となる、前座名は「扇たく」。
- 1981年 - 二ツ目昇進、「扇海」と改名。
- 1993年 - 真打昇進。

## 弟子

### 廃業
- 入船亭こづ海